# Mormonia sappho
Mormonia sappho là một loài bướm đêm trong họ Noctuidae.